# Recuerdo de Amor
Recuerdo de Amor é uma telenovela filipina produzida e exibida pela ABS-CBN, cuja transmissão ocorreu em 2001.

## Elenco
- Diether Ocampo - Paulo Jose Villafuerte
- Carmina Villaroel - Luisa Arellano
- Angelene Aguilar - Margarita
- Carlos Morales - Monching Villafuerte
- Isabel Rivas - Greta Villafuerte
- Angel Aquino - Cecilia Sebastian
- Tin Arnaldo - Trina Romero
- Keempee de Leon - Carding
- Pinky de Leon - Josephine Sebastian
- Ian del Carmen	- Detetive
- Baron Geisler - Francis Sebastian
- Gladys Reyes - Maningning